# Luçay-le-Libre
Luçay-le-Libre ist eine französische Gemeinde mit 105 Einwohnern (Stand: 1. Januar 2022) im Département Indre in der Region Centre-Val de Loire. Sie gehört zum Kanton Levroux im Arrondissement Issoudun. Die Einwohner werden Lucéens genannt.

## Geografie
Zu Luçay-le-Libre gehören neben der Hauptsiedlung auch die Weiler Cermelles, Le Creuset und La Porte. Angrenzende Gemeinden sind Nohant-en-Graçay im Norden, Saint-Pierre-de-Jards im Osten, Giroux im Süden, Meunet-sur-Vatan im Westen sowie Graçay im Nordwesten.

## Bevölkerungsentwicklung
| Jahr                       | 1962 | 1968 | 1975 | 1982 | 1990 | 1999 | 2006 | 2013 | 2021 |
| Einwohner                  | 219  | 195  | 133  | 129  | 102  | 102  | 106  | 117  | 104  |
| Quellen: Cassini und INSEE |      |      |      |      |      |      |      |      |      |

## Sehenswürdigkeiten
- Dolmen La Pierre-Folle und L'Ormeau

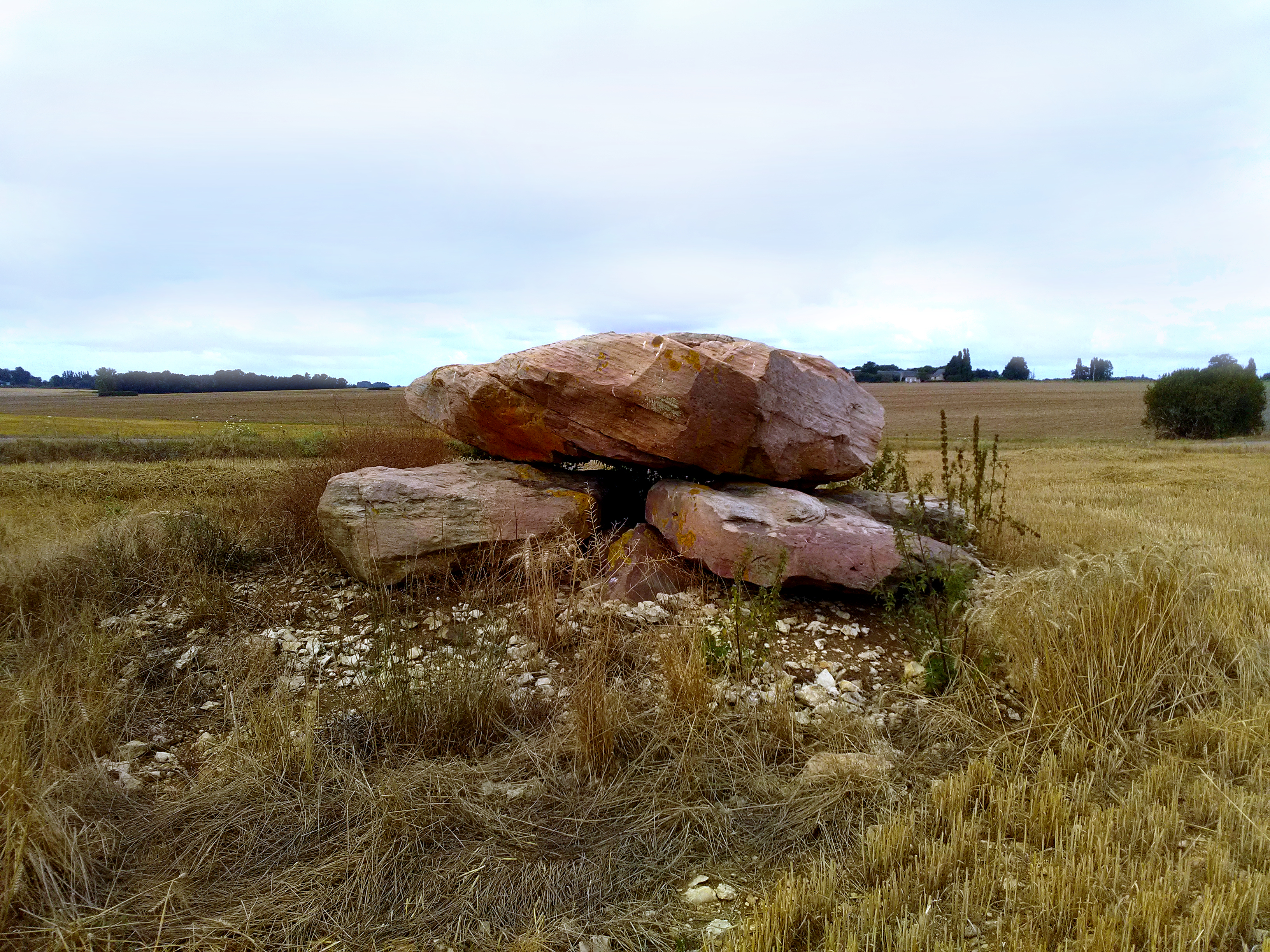
Dolmen La Pierre-Folle

- Kirche Saint-Pierre-et-Paul
- Schloss
- Schloss Coudray